# Oscar und Lucinda
Oscar und Lucinda (Originaltitel: Oscar and Lucinda; Alternativtitel: Oscar & Lucinda) ist ein US-amerikanisch-britisch-australisches Filmdrama aus dem Jahr 1997. Regie führte Gillian Armstrong, das Drehbuch schrieb Laura Jones anhand eines Romans von Peter Carey.

## Handlung
Die Handlung spielt im 19. Jahrhundert. Die Australierin Lucinda Leplastrier hat eine glückliche Kindheit. Als Kind erhält sie einen Prince Rupert’s Drop, als Geschenk und hat seither eine besondere Faszination für geblasenes Glas. Als ihre Mutter stirbt, weigert sie sich zunächst, die Familienfarm – wie im Testament angeordnet – zu verkaufen. Später kauft sie für das erhaltene Geld eine Glasfabrik.
Leplastrier reist nach England und lernt auf der Rückreise den Theologen Oscar Hopkins kennen, der unter Spielsucht leidet, der er durch Missionsarbeit zu entgehen versucht. Sie geht eine Beziehung mit Hopkins ein. Am Ende ertrinkt Hopkins in einem Fluss.

## Kritiken
Roger Ebert schrieb in der Chicago Sun-Times vom 23. Januar 1998, der Film beinhalte trockenen Humor, den das gut ausgewogene Spiel der Hauptdarsteller erzeuge. Die Kameraarbeit entspreche zum Anfang dem Standard der Filme über das 19. Jahrhundert, aber würde später subtiler. Der Film sei genauso „verspielt“ und „manipulativ“ wie der verfilmte Roman.
Das Lexikon des internationalen Films schrieb, der Film sei eine „in faszinierenden (Sinn-)Bildern erzählte Variation des epischen Melodrams, die sich geschickt den gängigen Handlungsmustern des Genres“ verweigere. Er verdichte „die Erzählung zum sensiblen Porträt zweier Menschen, die außerhalb der Normen ihrer Zeit leben und zwischen dem vermeintlich kalkulierbaren Risiko einer Wette und dem unberechenbaren Risiko des Lebens ihren Standort suchen“.

## Auszeichnungen
Janet Patterson wurde im Jahr 1998 in der Kategorie Bestes Kostümdesign für den Oscar nominiert.
Der Film gewann im Jahr 1998 den Australian Film Institute Award in fünf Kategorien: Filmmusik, Kameraarbeit, Produktionsdesign, Kostüme und Ton. Cate Blanchett und die Drehbuchautorin Laura Jones wurden für den gleichen Preis nominiert. Der Film gewann 1998 in zwei Kategorien den Australian Screen Sound Guild Award sowie den Golden Reel Award für den Tonschnitt. Geoffrey Simpson gewann 1998 für die Kameraarbeit einen Preis des San Diego International Film Festivals. Er gewann 1999 den Film Critics Circle of Australia Award; Cate Blanchett und Thomas Newman wurden für den gleichen Preis nominiert.

## Hintergründe
Der Roman wurde im Jahr 1988 mit dem Booker Prize ausgezeichnet.
Gillian Armstrong setzte sich dafür ein, dass die weibliche Hauptrolle mit einer Australierin besetzt wurde. Dies führte dazu, dass Blanchett gegenüber den ebenfalls interessierten Meg Ryan, Winona Ryder, Sharon Stone und Uma Thurman vorgezogen wurde.
Der Film wurde in Cornwall (England), in Sydney und in einigen anderen Orten in New South Wales sowie in Tasmanien gedreht. Seine Produktionskosten betrugen – nach verschiedenen Schätzungen – 16 Millionen Australische Dollar bis 20 Millionen US-Dollar. Der Film startete in den Kinos der USA am 31. Dezember 1997; er wurde im April 1998 auf dem San Diego International Film Festival gezeigt. Er spielte in den Kinos der USA ca. 1,5 Millionen US-Dollar ein. In Deutschland wurden 4916 Kinozuschauer gezählt.